# Lilla Ekevattnet
Lilla Ekevattnet är en sjö i Munkedals kommun i Bohuslän och ingår i Örekilsälvens huvudavrinningsområde.